# Mehmed-beg Minetović
Mehmed-beg Minetović, visoki pokrajinski dužnosnik u osmanskim posjedima u Hrvatskoj, Bosni i Hercegovini i Srbiji. 
Obnašao dužnost smederevskog sandžak-bega. Godine 1463. stavljen je na čelo nove osmanske pokrajine, Bosanskog sandžaka. Bio je prvi bosanski sandžak-beg. Stolovao je u Jajcu do pred kraj 1463. godine, kada je hrvatsko-ugarski kralj Matija Korvin s velikom vojskom, nakon dulje opsade zauzeo jajačku tvrđavu, a nešto kasnije uspostavio Jajačku banovinu. 
Od tad do kraja mandata stolovao je u Sarajevu. Na dužnosti ostao do 1464. godine. Dubrovački i osmanski spisi sadrže taj podatak. Na dužnosti ga je zamijenio Gazi Isa-beg, sin Ishak-bega.
Dao je Minetović u Sarajevu podići džamiju na Baščaršiji, koja je nakon Careve i Magribije bila najstarija sarajevska džamija. U Sarajevu je druga mahala nosila ime Mehmed-bega Minetovića, gdje je podigao mesdžid. U velikom požaru ("velika jangija") koji je zahvatio Sarajevo 8. kolovoza 1879. stari dio Sarajeva pretvoren je u zgarište. Izgorile su 304 kuće, 434 dućana i 135 drugih zgrada u 36 raznih ulica. Izgorio je vrijedni povijesni spomenik Gazi Husrev-begov han - Tašli han. Minetovićeva džamija također je nestala tom požaru. Na njenom je muestu poslije podignuta zgrada Središnje vakufske uprave.